# 我們兩家都是人
《我們兩家都是人》是由中國電視公司與超級電視台聯合播出的台灣單元劇，是一個現場直播的電視情境喜劇系列，於2004年8月開播，由國泰航空與港龍航空長期贊助，表演工作坊製作，賴聲川擔任創意總監兼導演。

## 提要
《我們一家都是人》於超視播出，廣受好評。2004年8月，中視亦推出同樣由表演工作坊製作的新情境喜劇《我們兩家都是人》。

## 劇情大綱
故事從一棟位於市中心的豪華別墅「黃宮」開始。梁星、辜獨兩家人為了把黃宮搶到手，雙方各自請來律師，不料問題仍無法解決。雙方在情緒亢奮之下，各自叫自己的親友搬進來住，試圖霸佔黃宮；為有所區隔，兩家中間便以一條線做為區隔。

## 角色
| 角色   | 演員   | 簡介                     |
| 梁星   | 丁乃箏 | 其名諧音「良心」。       |
| 辜獨   | 鄧志鴻 | 其名諧音「孤獨」。       |
| 梁統   | 趙自強 | 其名諧音「量筒」。       |
| 董玄   | 許效舜 |                          |
| 三媽   | Melody |                          |
| 范蘭君 | 呂曼茵 | 其名諧音「泛藍軍」。     |
| 無限   | 潘傳正 | 其名諧音「無線」。       |
| 范     | 賴梵耘 |                          |
| 阿牙   | 李建常 | 黃宮的台灣原住民族居民。 |

## 工作人員
- 創意總監、導演：賴聲川
- 製作人：丁乃竺
- 策劃：邱佩琳
- 製作統籌：謝明昌
- 執行製作：丁昱文
- 編審：劉濰榕
- 編導創意小組：賴聲川、李建常、丁乃箏